# غراي غوري
ألكسندر باتريك غريستيل هور روثفن، إيرل غوري الثاني، (نوفمبر 1939 - 24 سبتمبر 2021)، المعروف عادةً باسم غراي غوري أو اللورد غوري، كان بريطانيًا أيرلنديًا، سياسي ورجل أعمال. كان اللورد أيضًا رئيس عشيرة روثفن في اسكتلندا. تلقى تعليمه في إيتون وأكسفورد، وشغل مناصب أكاديمية لفترة في الولايات المتحدة ولندن، بما في ذلك عمله مع الشاعر روبرت لويل وفي جامعة هارفارد.
كان غوري سياسيًا في حزب المحافظين لعدة سنوات، بما في ذلك فترة في مجلس الوزراء البريطاني. شغل مناصب وزارية في عهد مارغريت تاتشر، في مجالات التوظيف وأيرلندا الشمالية، وكان وزير الدولة للفنون، وكذلك مستشارًا لدوقية لانكستر، حيث كان مسؤولًا عن إصلاح الخدمة المدنية. عرض عليه الحصول على منصب وزير الخارجية، المسؤول عن التعليم في جميع أنحاء المملكة المتحدة، لكنه رفض. كان سابقًا تاجرًا للفنون، ثم مقابل راتب مرموق يبلغ حوالي 150.000 جنيه إسترليني، ترأس أجزاء من أعمال المزادات الفنية. ترأس لاحقًا مجلس الفنون في إنجلترا (1994-1998).
نشر عدة مجلدات شعرية، منها طبعة مجمعة صدرت عام 2014، ومجلد عن الفنان ديريك هيل. كان أيضًا مؤلفًا مساهمًا في كتاب عن الرسم البريطاني. خضع لعملية زرع قلب في مستشفى هارفيلد في أوائل الستينيات من عمره.

## الحياة

### النشأة والتعليم
ولد ألكسندر باتريك غريستيل هور روثفن في 26 نوفمبر 1939، في دبلن، أيرلندا، الابن الأكبر للرائد هون. باتريك هور روثفن وباميلا مارغريت فليتشر. كان والده هو الابن الوحيد الباقي على قيد الحياة لألكسندر هور روثفن، الذي أصبح فيما بعد إيرل غوري الأول وزوجته زارا. كان لديه شقيق واحد، وهو الأخ الأصغر ماليز روثفن، الذي أصبح كاتبًا فيما بعد. كان جده لأبيه جنديًا ومسؤولًا استعماريًا، وجده لأمه رجل دين أنجليكاني، أ. هـ. فليتشر. كان يُعرف باسم غراي، اختصارًا لاسمه الأول الثالث، لمعظم الأصدقاء.
كان والداه كلاهما ناشطين في القاهرة خلال الحرب العالمية الثانية، والده رائد، ووالدته تعمل مع أجهزة المخابرات. تركه أهله، في سن ثلاثة أشهر، مع جدته لأمه في أيرلندا. قُتل والده أثناء القتال في طرابلس عام 1942، وفي ذلك الوقت أصبح غوري الوريث الواضح لجده لأبيه؛ لعب أجداده دورًا نشطًا في تربيته بعد ذلك. عند عودة والدته إلى أيرلندا في أوائل عام 1942 أثناء حملها بأخيه، عاشوا فترة في ما وصفته بأنه منزل كئيب في غريستون بمقاطعة ويكلو.

### تاجر أكاديمي وفني
عمل غوري في ملحق التايمز الأدبي لفترة قصيرة، وقام بالتدريس، حيث التقى بزوجته المستقبلية أثناء عمله في مدرسة للبنات. بعد الزواج، انتقل إلى الولايات المتحدة، حيث عمل محاضرًا زائرًا في جامعة ولاية نيويورك في بوفالو من عام 1963 إلى عام 1964، ثم درس في جامعة هارفارد من عام 1965 إلى عام 1968، بينما كان يعمل أيضًا مع الشاعر روبرت لويل.
عاد من الولايات المتحدة في عام 1969، كمحاضر في الأدب الإنجليزي والأمريكي في جامعة لندن؛ كما تدرب كتاجر فنون في شارع بوند، حيث عمل مع توماس غيبسون للفنون الجميلة. تضمنت الصفقات المبكرة صورة بيتر لاسي لفرانسيس بيكون، والتي قدمها غوري أولًا، دون عمولة، إلى المعرض الوطني في أيرلندا. عندما رفض المعرض عمل هذا الفنان المخزي، باعه لإلتون جون. أنتج أول مجلد شعر له، بطاقة بريدية من دون جيوفاني، في عام 1972؛ أنتج ديفيد هوكني رسم تخطيطي لغوري لغلافها الأمامي.

### الحياة السياسية
أصبح غوري عضوًا في حزب المحافظين، وألقى خطابه الأول في مجلس اللوردات في عام 1968، متحدثًا عن الإصلاح. في عام 1971 مثله البرلمان البريطاني في لجنة حقوق الإنسان التابعة للأمم المتحدة. انضم إلى مقاعد البدلاء الأمامية للمحافظين تحت قيادة تيد هيث في عام 1972 بصفته رئيس مجلس اللوردات والمحافظين في مجلس اللوردات، وشغل المناصب حتى عام 1974. بينما كان المحافظون في المعارضة من عام 1974 إلى 1979، كان المتحدث باسم الشؤون الاقتصادية. كان يُنظر إلى غوري على أنه ليبرالي اجتماعيًا، ولكن في الوقت نفسه وصف بأنه تحول مبكرًا إلى سياسات تاتشر. دينيس هيلي، خصمه في الحكومة، قال عنه، غراي هو المحافظ الوحيد الذي يفهم النقد.
كان أول منصب وزاري في عهد مارغريت تاتشر، كوزيرة دولة للتشغيل بين 1979 و1981، وقت الاضطرابات الصناعية. وزير خارجيته كان جيم بريور.

#### إيرلندا الشمالية
تبع غوري وزيره الكبير في أيرلندا الشمالية، حيث كان وزيرًا للدولة ونائبًا لوزير الخارجية في مكتب أيرلندا الشمالية من 1981 إلى 1983، خلال فترة إضراب الجيش الجمهوري الإيرلندي عن الطعام؛ أُشير إليه على أنه (يعبر عن إعجابه الهادئ بما رآه على أنه شجاعة مضللة للرجال المحتضرين. وصف نفسه بأنه رجل إيرلندي له اسم اسكتلندي وزوجة ألمانية، يعمل في حكومة إنجليزية للغاية). شارك في إضفاء الشرعية على الممارسات الجنسية المثلية في أيرلندا الشمالية في عام 1982، ملاحظًا لإيان بيزلي، الذي قاد الوفود المعارضة لهذه الخطوة، نحن لا نقترح جعلها إلزامية. وصفه بيزلي بأنه اللورد الأخضر الصغير، على ما يبدو تعليقًا جزئيًا فقط. كما لعب دورًا في المناقشات حول استعادة الحكومة المفوضة واقترح نموذجًا باستخدام ترتيب رسمي بين المجتمعين الرئيسيين في أيرلندا الشمالية، إلى حد ما مثل ذلك الذي جرى تقديمه في نهاية المطاف بموجب اتفاقية الجمعة العظيمة. ويقال إنه لم يخفِ دعمه للوحدة الأيرلندية واقترح مواطنة بريطانية وأيرلندية مشتركة لشعب إيرلندي شمالي وقد نص هذا الخيار أيضًا في اتفاقية الجمعة العظيمة. وعلق أيضًا على أن أورانج وغرين كلاهما لديه شهية للإنفاق العام لم تخطر ببال غرانثام أو فينشلي.

## الكتابة

### كتابات مبكرة
نشر غوري مجلدًا واحدًا من الشعر في العشرينات من عمره، بطاقة بريدية من دون جيوفاني، بعد فترة من العمل كمساعد للشاعر الأمريكي روبرت لويل، وساهم لاحقًا بالفصل الخاص بلوحة القرن العشرين في كتاب عن الرسم البريطاني، العبقرية من الرسم البريطاني، نُشر في عام 1975. في عام 1987 نشر السيرة الذاتية والملف الفني للفنان ديريك هيل.

### الصحة والكتابات اللاحقة
في صيف عام 1999، بعد أن كان يعاني من حالة خطيرة في القلب، أجرى عملية زرع قلب في مستشفى هارفيلد، وبعد مدة استشفاء طويلة، غادر المستشفى في عام 2000؛ ظلت صحته ضعيفة بعد ذلك. أصبح صديقًا لجراحه الرئيسي، مجدي يعقوب، وترأس المعهد المسمى باسمه. بعد خروجه من المستشفى نشر أول كتاب شعر له منذ عقود. كما أصدر لاحقًا اليوم الثالث بمزيج من الشعر الجديد والمجمع. أصدر كتاب قصائد مجمعة في عام 2014، وأعيد إصدارها في عام 2017. في عام 2003 انتخب زميلًا في الجمعية الملكية للآداب.